# Franco Daverio
Francesco Daverio, detto Franco (Erba, 9 aprile 1917 – Bergamo, 22 ottobre 1999) è stato uno scultore, pittore e orafo italiano.

## Biografia
Quarto di sette fratelli, nacque a Erba da Maria Angelin e
Angelo Daverio. Dopo la morte del padre, avvenuta quando l’artista aveva nove anni, la madre si occupa del mantenimento dei figli che la aiutavano nel lavoro di fattrice; Franco, rivelava la sua vocazione disegnando e intagliando cornici e sculture.
Dal 1931 al 1934, frequenta la Scuola di Arti Applicate di Cantù dove incontra Fausto Melotti, suo insegnante, incaricato nello stesso anno dal presidente della scuola, architetto Alfonso Orombelli, e dal direttore Giorgio Wenter Marini, di dar vita ad un insegnamento innovativo basato sulla ricerca artistica sperimentale e mettersi al passo con le nuove correnti artistiche sorte in Europa; il corso venne denominato “composizione plastica moderna”.
Sotto la guida del Maestro apprende e perfeziona le tecniche grafiche e scultoree; Fausto Melotti conservava i disegni e dipinti del suo allievo, andati distrutti insieme alla sua casa di Milano durante i bombardamenti della Seconda Guerra Mondiale, ne rimane uno solo, autografato e datato nel 1933 da Fausto Melotti “tema astratto”
Nel 1934, in collaborazione con Gino Ghiringhelli, Fausto Melotti espose nella Galleria del Milione, inaugurata a Milano nel 1930, i lavori di Franco Daverio e dei ragazzi della Scuola di Arti Applicate di Cantù.
Tra i visitatori della mostra vi fu anche Le Corbusier, che in quell’anno stava compiendo un viaggio tra Roma e Milano, e riguardo all’esposizione scrisse “[…] la cosa più nuova che ho visto in Italia nell’anno di grazia 1934”.
Nello stesso anno, i disegni di Franco Daverio vennero pubblicati sulla copertina del bollettino n.30 de “Il Milione”, e nel mensile di arte e architettura “Quadrante” diretto da Massimo Bontempelli e Pietro Maria Bardi; all’interno della pubblicazione, l’esposizione trovò ampia eco con la recensione di Carlo
Belli, intellettuale italiano che ebbe una posizione di spicco nel dibattito artistico degli anni Trenta.

## L'attività artistica
Una scultura di Daverio, "Amba Aradam", venne esposta nel 1936 alla Triennale di Milano e poi acquistata dal comando generale delle milizie.
Dal 1939 al 1945 l’artista prestò servizio militare a Roma come attendente di un capitano dell’esercito, in quel periodo la produzione artistica si orientò soprattutto verso opere grafiche.
Al 1950 risale un grande Cristo ligneo, esposto quell’anno nella basilica di Sant’Ambrogio a Milano e donato nel 1993, dall’artista in persona, a papa Giovanni Paolo II: oggi è conservato nelle sale vaticane.
Nel 1951 Daverio collaborò con Salvatore Fiume e Gianfranco Ferroni, alla realizzazione di un grande dipinto, 48 x 3 metri, che ornò il salone di prima classe del transatlantico Andrea Doria, in allestimento quell’anno. All’epoca si diceva che la nave fosse stata modellata intorno a quel dipinto. Com’è noto, in seguito ad uno speronamento da parte di un’altra nave, l’Andrea Doria affondò portando con sé l’opera frutto della collaborazione dei tre artisti.
Nel 1957 il "Corriere Lombardo" dell’8 agosto annunciava: "[…] Daverio lascia la Brianza: l’originale artista ha deciso di trasferirsi a Bergamo. A Milano, Erba e Bellagio, restano suoi svariati monumenti e opere". Nello stesso anno, Daverio sposò Augusta Mosconi, un connubio durato tutta la vita.
Nel 1958 Daverio ebbe la sua prima mostra personale alla Galleria Bergamo, dove espose ritratti e sculture, realizzati con lamine di rame cesellato. 
Nel 1959 l’artista prese parte al V Premio Bergamo con "Figura", dipinto a olio eseguito nel 1951. Nello stesso anno nacque il figlio Luca che avrebbe collaborato con il padre, dedicandosi pienamente all’arte orafa ed alla scultura.
Nel 1966 alla Galleria Pianella di Cantù con la presentazione di Fausto Melotti, Daverio espose una trentina delle sue opere scultoree. 
Nasce nel 1967 il figlio Simone, che collaborerà anch’esso per qualche tempo con il padre.
Nel 1973 espone alla "Galleria della Torre" a Bergamo, la sua produzione composta da dipinti, disegni e sculture.
Nel 1995 le città di Bergamo e di Erba organizzano una mostra-omaggio a Franco Daverio, dedicando all’artista una rassegna antologica presentata dal professore Vittorio Fagone, direttore della galleria di arte moderna di Bergamo.
Nel 1996 il MACBA di Barcellona acquisisce per la collezione permanente del museo, quattro disegni a china realizzati da Daverio negli anni ’30. Miquel Molins, direttore del museo, affermava: "negli stessi anni, artisti lontani e senza alcun contatto tra loro come Klee, Mirò, Dubuffet e Daverio, si esprimevano attraverso una simbologia che li univa in modo sorprendente".

L’artista si spense il 22 ottobre del 1999, lasciando una vasta produzione artistica, parte della quale raccolta nell’archivio Franco Daverio.

## L'arte pubblica
Principali opere pubbliche si Franco Daverio 

Un grande monumento in bronzo del 1950, riproducente S. Giovanni di Dio, collocato nella piazza antistante l'Ospedale "Fatebenefratelli" di Erba.
Una statua lignea raffigurante Sant'Antonio realizzata nel 1952 e collocata nella chiesa di S. Maria Nascente ad Erba.
Una "Via Crucis" realizzata nel 1952 e composta da 14 pannelli in rame sbalzato, collocati nella Chiesa di S. Nicolao a Milano.
Una statua in legno di San Carlo ed un fonte battesimale in rame sbalzato realizzati nel 1953 per la Parrocchia del Corpus Domini di Pagliaro (BG).
Un Cristo in legno realizzato nel 1955 per la Chiesa di Sant'Eufemia, commissionato dal Comune di Erba in ricordo dei caduti della Seconda guerra mondiale.
Un grande fonte battesimale in rame sbalzato e cesellato, con coperchio in argento, realizzato nel 1959 per la Basilica di San Giacomo del XI secolo a Bellagio (CO).
Nella Chiesa Parrocchiale di Santa Teresa di Lisieux a Bergamo, le principali opere sono: una Madonna con bambino scolpita in legno nel 1964; un tabernacolo in rame cesellato realizzato nel 1967; un grande Cristo in bronzo del 1993, copia di quello ligneo conservato nelle sale Vaticane.
Il portale, con pannelli a bassorilievo in legno scolpito, realizzato nel 1972 per la chiesa di San Lorenzo a Redona (BG).
Un altare realizzato nel 1968 da un grosso tronco di noce, scolpito con bassorilievi riproducenti le storie della Passione, collocato nella Chiesa di Baresi (BG)
Il coperchio del fonte battesimale nella Chiesa Santa Maria Assunta di Romano Lombardo (BG), realizzato nel 1974 in rame dorato.
L’altalena, 1936 – Composizione, 1936 – Senza titolo, 1937 - Personaggi, 1938: MACBA, Barcellona, 1996
Gea, scultura in legno del 1960, Museo della Provincia di Bergamo, 2009